# Elisabet de Caríntia
Elisabet de Caríntia (1298 Goerz, Àustria - v. 1349), reina consort de Sicília (1337-1342).

## Orígens familiars
Filla d'Otó III de Caríntia.

## Núpcies i descendents
El 23 d'abril de 1323 s'uní en matrimoni amb el rei Pere II de Sicília, la unió de la qual s'hi conceberen sis fills: 
- la princesa Constança de Sicília (1324-1355), regent
- la princesa Elionor de Sicília (1325-1375), casada el 1349 amb Pere III de Catalunya-Aragó
- la princesa Beatriu de Sicília (1326-1365)
- la princesa Eufèmia de Sicília (1330-1359), regent
- la princesa Violant de Sicília (1334-?), morta jove
- el príncep Lluís I de Sicília (1337-1355), rei de Sicília
- el príncep Joan de Sicília (1340-1353)
- el príncep Frederic III de Sicília (1341-1377), rei de Sicília
- la princesa Blanca de Sicília (1342-v1373), casada el 1364 amb Joan I d'Empúries